# Cantón de Paimpol
El cantón de Paimpol ( bretón Kanton Pempoull ) es una división administrativa francesa. Está situado en el departamento de Costas de Armor en la región de Bretaña.

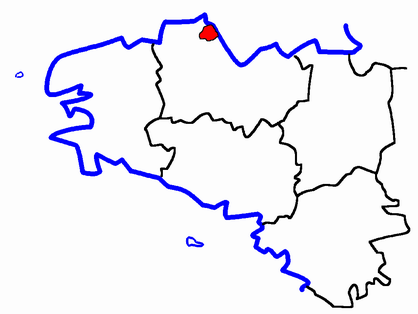
Situación del cantón sobre el mapa de Bretaña.

## Composición
El cantón se divide en 7 comunas:
| Nombre bretón | Nombre francés | Nombre galón |
| Enez-Vriad    | Île-de-Bréhat  | ---          |
| Kerfod        | Kerfot         | ---          |
| Pempoull      | Paimpol        | ---          |
| Eviaz         | Yvias          | Yvinyac      |
| Placernego    | Ploubazlanec   | ---          |
| Ploueg-ar-Mor | Plouézec       | ---          |
| Plourivoù     | Plourivo       |              |

## Historia
| Fecha de elección | Identidad                                 | Partido | Calidad             |
| ----------------- | ----------------------------------------- | ------- | ------------------- |
| marzo 2004        | Alain Le Guyader                          | PS      | Alcalde de Plourivo |
| marzo 2015        | Jean-Yves de Chaisemartin Monique Nicolas | BC-UDI  |                     |
|                   |                                           |         |                     |
|                   |                                           |         |                     |

Los resultados de las elecciones cantonales celebradas el 28 de marzo de 2004 pueden consultarse aquí.
Las elecciones de 2015, celebradas los días 22 y 29 de marzo, dieron como resultado el triunfo del binomio formado por Jean-Yves de Chaisemartin y Monique Nicolas por un escaso margen de votos, apenas 23 sufragios.